# Blake Harper
Blake Allen Harper, né le 19 octobre 1968 à Windsor (Ontario), est un acteur canadien de films pornographiques gays.

## Biographie
Harper travaille en tant qu'infirmier à partir de 1989. Il rencontre Steven Scarborough de Hot House Entertainment qui lui propose de participer à des films gays pour adultes. Il est apparu dans environ 60 films en 7 ans.

### Vie personnelle
Harper et l'acteur de films pornographiques gays Colton Ford ont été partenaires pendant plusieurs années. Le documentaire Naked Fame, réalisé en 2005 par Christopher Long, est centré sur la poursuite de la carrière de Colton Ford dans l'industrie de la musique alors qu'il est avec Harper. Il est également montré comment Harper prend sa retraite des films pour adultes et retourne à sa profession première (infirmier) pour pouvoir soutenir son ami dans sa nouvelle carrière. Colton a écrit une chanson sur leur relation, Love Has Found a Way. D'après une interview de Ford, ils ont finalement rompus et Harper est retourné vivre dans sa ville natale où il travaille comme infirmier à l'hôpital municipal.

## Récompenses et nominations
Il a gagné le prix du « "Best Performer" » aux Young Erotic Gay Video Awards (connus sous le nom Grabbys). En 2000, pendant les GayVN Awards, il gagne le prix du meilleur acteur (Best Actor) pour son rôle dans Animus, réalisé par Wash West. Harper a aussi gagné le GayVN Award du Gay Performer of the Year en 2001. En 2003, il gagne FICEB HeatGay Best Actor Award pour le film Ya sé quien te la chupó el último verano.